# Alan Mollohan
Alan Bowlby Mollohan (Fairmont, 14 maggio 1943) è un politico statunitense, membro della Camera dei Rappresentanti per lo stato della Virginia Occidentale dal 1983 al 2011.

## Biografia
Nato a Fairmont, figlio del politico Bob Mollohan, Alan studiò al College di William e Mary e si laureò in giurisprudenza all'Università della Virginia Occidentale, per poi intraprendere la professione di avvocato. Tra il 1970 e il 1983 militò nello United States Army Reserve.
Entrato in politica con il Partito Democratico, nel 1982 Mollohan si candidò per succedere a suo padre quando questi annunciò la propria intenzione di lasciare la Camera dei Rappresentanti. Eletto deputato, fu riconfermato per altri tredici mandati negli anni successivi, fin quando nel 2010 perse le primarie a favore di Mike Oliverio e fu costretto a lasciare il Congresso dopo ventotto anni di permanenza. Oliverio perse poi le elezioni generali contro il repubblicano David McKinley.